# Dominik Tóth
Dominik Tóth (3. srpna 1925 Šurany – 16. května 2015 Nitra) byl emeritní biskup arcidiecéze bratislavsko-trnavské.

## Život
Kněžské svěcení přijal dne 12. června 1949. Do roku 1952 působil jako kaplan v Komárně. V letech 1952–1964 byl ceremonářem biskupského úřadu v Trnavě. Od roku 1964 do roku 1973 působil jako správce farnosti v Plaveckém Petru, Levicích a Dunajské Lužné. V roce 1973 mu státní moc odebrala státní souhlas k výkonu duchovenské činnosti a až do roku 1977 byl mimo pastoraci.

Kněžské povolání začal opětovně vykonávat v roce 1977, odkdy působil jako kaplan ve Vráblech. V období 1981–1989 byl správcem farnosti Dolný Pial. V roce 1989 byl jmenován generálním vikářem v Trnavě a 17. března 1990 pomocným biskupem trnavské arcidiecéze (později přejmenované na bratislavsko-trnavskou arcidiecézi) a titulárním biskupem ubabským. Biskupské svěcení přijal dne 16. dubna 1990. Úřadu pomocného biskupa se zřekl 2. května 2004 ve věku 78 let a stal se emeritním biskupem, po rozdělení bratislavsko-trnavské arcidiecéze náležel do bratislavské arcidiecéze. Po odchodu z funkce žil nejdříve v prostorách trnavského arcibiskupského paláce a poté v klášteře verbistů v Nitře.